# Tretopteryx pertusalis
Tretopteryx pertusalis is een vlinder uit de familie snuitmotten (Pyralidae). De wetenschappelijke naam is voor het eerst geldig gepubliceerd in 1832 door Geyer.
De soort komt voor in Europa.